# Кузель (район)
Кузель (нім. Kusel) — район у Німеччині, у складі федеральної землі Рейнланд-Пфальц. Адміністративний центр — місто Кузель.

## Населення
Населення району становить 70 105 осіб (станом на 31 грудня 2020).

## Адміністративний поділ
Район складається з 98 міст і громад (нім. Gemeinden), об'єднаних в 6 об'єднань громад (нім. Verbandsgemeinden).
Дані про населення наведені станом на 31 грудня 2020. Зірочками (*) позначені центри об'єднань громад.
| 1. Альтенглан 1. Альтенглан * (2671) 2. Бедесбах (764) 3. Бозенбах (673) 4. Ельцвайлер (127) 5. Ердесбах (582) 6. Феккельберг (369) 7. Горшбах (230) 8. Нойнкірхен-ам-Поцберг (406) 9. Нідеральбен (314) 10. Нідерштауфенбах (271) 11. Оберштауфенбах (284) 12. Раммельсбах (1461) 13. Ратсвайлер (139) 14. Рутсвайлер-ам-Глан (309) 15. Ульмет (685) 16. Вельхвайлер (194) 2. Глан-Мюнхвайлер 1. Берсборн (395) 2. Глан-Мюнхвайлер * (1248) 3. Геншталь (321) 4. Гершвайлер-Петтерсгайм (1265) 5. Гюффлер (522) 6. Кроттельбах (641) 7. Лангенбах (449) 8. Матценбах (645) 9. Нанцдічвайлер (1145) 10. Квірнбах/Пфальц (475) 11. Ревайлер (455) 12. Штайнбах-ам-Глан (865) 13. Ванвеген (686) 3. Кузель 1. Альбессен (137) 2. Блаубах (386) 3. Деннвайлер-Фронбах (269) 4. Евайлер (163) 5. Ечберг (657) 6. Гашбах-ам-Ремігіусберг (663) 7. Герхвайлер (496) 8. Конкен (830) 9. Керборн (348) 10. Кузель (місто) * (5566) 11. Оберальбен (222) 12. Пфеффельбах (899) 13. Райхвайлер (518) 14. Рутвайлер (453) 15. Шельвайлер (483) 16. Зельхенбах (308) 17. Талліхтенберг (535) 18. Тайсбергштеген (700) | 4. Лаутереккен-Вольфштайн 1. Аденбах (148) 2. Ашбах (321) 3. Буборн (143) 4. Кроненберг (152) 5. Даймберг (99) 6. Айнеллен (410) 7. Есвайлер (386) 8. Гінсвайлер (269) 9. Гланбрюккен (482) 10. Грумбах (459) 11. Гаусвайлер (40) 12. Геферсвайлер (538) 13. Гайнценгаузен (255) 14. Геррен-Зульцбах (157) 15. Гінцвайлер (338) 16. Гоенеллен (336) 17. Гомберг (194) 18. Гоппстедтен (277) 19. Єттенбах (790) 20. Каппельн (189) 21. Кіррвайлер (163) 22. Краймбах-Каульбах (752) 23. Лангвайлер (225) 24. Лаутереккен (місто) * (1978) 25. Лонвайлер (378) 26. Медард (445) 27. Мерцвайлер (156) 28. Нерцвайлер (108) 29. Нусбах (563) 30. Обервайлер-ім-Таль (160) 31. Обервайлер-Тіфенбах (264) 32. Оденбах (840) 33. Оффенбах-Гундгайм (1055) 34. Райпольтскірхен (348) 35. Рельсберг (165) 36. Ротзельберг (612) 37. Рутсвайлер-ан-дер-Лаутер (364) 38. Занкт-Юліян (1089) 39. Унтерєккенбах (73) 40. Вісвайлер (395) 41. Вольфштайн (місто) (1888) 5. Шененберг-Кюбельберг 1. Альтенкірхен (Пфальц) (1297) 2. Брюккен (Пфальц) (2081) 3. Діттвайлер (823) 4. Фронгофен (497) 5. Гріс (1071) 6. Омбах (783) 7. Шененберг-Кюбельберг * (5557) 6. Вальдмор 1. Брайтенбах (1796) 2. Дунцвайлер (861) 3. Вальдмор * (5111) |